# Ja byl sputnikom Solntsa
Ja byl sputnikom Solntsa (russisk: Я был спутником Солнца) er en sovjetisk spillefilm fra 1959 af Viktor Morgensjtern.

## Medvirkende
- P. Makhotin - Andrej
- V. Jemeljanov - Igor Petrovitj
- G. Sjamsjurin - Sergej Ivanovitj
- A. Sjamsjurin